# U 3034
U 3034 war ein großes deutsches „Elektro“-U-Boot des Typs XXI der Kriegsmarine im Zweiten Weltkrieg. Es war das letzte im Weserraum in Dienst gestellte Unterseeboot dieses Typs.

## Bau und verspätete Indienststellung
Der Bauauftrag des Bootes erfolgte am 6. November 1943, dem Auftragsdatum aller Typ XXI Boote, und wurde an die AG Weser in Bremen vergeben. Nach dem Transport der einzelnen Sektionen wurde der Kiel am 14. November 1944 mit der Baunummer 1193 gelegt. Das fertige Boot lief nach zweimonatiger Bauzeit vom Stapel. Die Indienststellung fand noch nicht statt, da das Boot und sein Schwesterboot U 3036 am 25. Februar 1945 während der Restausrüstung bei einem Luftangriff britischer Mosquito-Kampfflugzeuge beschädigt wurden. Während U 3034 nur leicht beschädigt wurde, wurde das große Schwimmdock V der Werft schwer beschädigt und U 3036 kenterte, was dazu führte, dass es nicht mehr in Dienst gestellt werden konnte. Nach der Reparatur der Schäden konnte U 3034 am 31. März 1945 unter dem Kommando von Oberleutnant Wilhelm Prehn, dem ehemaligen Obersteuermann von U 97 in Dienst gestellt werden. Das Boot trug ein Bootsemblem, welches von der Mannschaft auch am Schiffchen getragen wurde: Ein Großer Tümmler auf einem blauen Wappenschild. Dieses Zeichen entstand, als Kommandant Prehn bei der Baubelehrung zu einem Wettbewerb aufrief. Am Tag der Indienststellung wurde das Tümmleremblem gewählt. Die Darstellung und der Name „Tümmler“ sollten versinnbildlichen, dass das Boot „Schnell, gewandt und auf allen Meeren zu finden“ sei. Schon wenige Tage nach der Indienststellung wurde die ursprüngliche Besatzung nach Flensburg versetzt, und im Landkampf eingesetzt. U 3034 wurde von der Besatzung des in Kiel versenkten U 3505 unter Oberleutnant Horst Willner übernommen.

## Versenkung vonU 3034
Am 5. Mai beschloss Kommandant Willner das Boot gemäß dem Regenbogen-Befehl selbst zu versenken. Nachdem ein Großteil der Besatzung bereits an Land war, blieben Willner, der Leitende Ingenieur (LI) Deutschmann sowie ein Obermaschinist an Bord und verbrachten das Boot in die Mitte der Geltinger Bucht. Nach der Zerstörung der Geheimsachen wurde U 3034 um 7:23 Uhr versenkt. Willner sagte später: „Nun hatte ich nicht vor, mein Boot sofort zu versenken. Zunächst wollte ich, daß meine Besatzung heil und geordnet an Land kam. So erwies sich meine Vorsorge als richtig, den Fischkutter mitzunehmen und die Seesäcke packen zu lassen. Mit der ersten Kuttertour schickte ich den I WO mit. Er sollte auf einem in der Nähe liegenden Bauernhof Quartier beschaffen. Mittlerweile sah ich, wie in der Bucht ein Schiff nach dem anderen versank. Ich sah aber auch, daß viele Menschen in Schlauchboote sprangen und mit ihnen seewärts trieben, wobei Verluste nicht ausbleiben konnten. Während unserer weiteren Ausschiffung nährte sich mir mit Braßfahrt ein Boot, besetzt mit hoher Admiralität und Generalität. Einer davon brüllte mich und, warum ich mein Boot noch nicht versenkt hätte, man würde mich vor das Kriegsgericht stellen. Ich brüllte genauso laut zurück, ich würde zuerst für meine Besatzung sorgen und erst danach für das Boot. Sie machten schimpfend kehrt. Als meine Besatzung mit ihrer Ausrüstung an Land war, fuhr ich mit dem LI und dem Obermaschinisten das Boot etwa in die Mitte der Geltinger Bucht und versenkte es dort – nach Vernichtung der Geheimsachen – um 7:23 Uhr. Vom sinkenden U 3034 sprangen wir in den Kutter, der uns zur Besatzung brachte.“ 
Das Boot wurde später gehoben und abgebrochen.